# 7262 Sofue
A 7262 Sofue (ideiglenes jelöléssel 1995 BX1) a Naprendszer kisbolygóövében található aszteroida. Kobajasi Takao fedezte fel 1995. január 27-én.